# 欧松
欧松（法語：Auxon，法語發音：[osɔ̃]）是法国奥布省的一个市镇，属于特鲁瓦区。

## 地理
欧松（48°6'14"N, 3°55'9"E）面积25.49 平方千米，位于法国大東部大區奥布省，该省份为法国中北部省份，北起马恩省，西接塞纳-马恩省，西南至约讷省，东南至科多尔省，东临上马恩省。
与欧松接壤的市镇（或旧市镇、城区）包括：沙穆瓦、达夫雷、欧-皮索、埃尔维勒沙泰勒、奥特地区马赖、蒙蒂尼莱蒙、圣法勒。

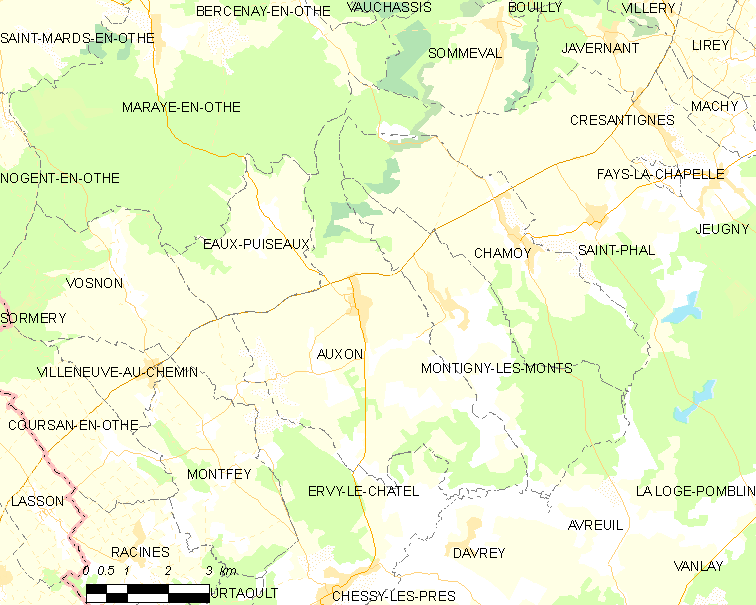
欧松的OSM定位图

欧松的时区为UTC+01:00、UTC+02:00（夏令时）。

## 行政
欧松的邮政编码为10130，INSEE市镇编码为10018。

## 政治
欧松所属的省级选区为艾克斯-维勒莫尔-帕利斯县。

## 人口

1962-2008年间欧松人口变化图示

欧松于2022年1月1日时的人口数量为934人。